# درمان کمر درد
درمان کمردرد

کمردرد یک ناهنجاری اسکلتی ماهیچه‌ای است که حدود ۸۰ درصد افراد در زندگی شان با آن مواجه می‌شوند. در ایالات متحده معمول‌ترین دلیل ناتوانی مرتبط با کارو علت عمده غیبت از کار کمردرد می‌باشد و بعد از سردرد شایعترین مشکل مربوط به سیستم عصبی در نظر گرفته می‌شود در طول زمان کمردرد ممکن است به مشکلی حاد، نیمه حاد، و مزمن تبدیل شود.

## طبقه بندی
کمردرد می‌تواند بر اساس مدت زمان بروز علائم به عنوان حاد (کمتر از چهار هفته) نیمه مزمن (۴-۱۲ هفته) و مزمن (بیش از ۱۲ هفته) طبقه بندی گردد.

## دلایل بیماری
اکثریت کمردردها از مشکلات نه چندان خطرناک سیستم ماهیچه‌ای – اسکلتی ناشی می‌شوند که جزء بیماری‌های غیر اختصاصی (non-specific) محسوب می‌گردند. این نوع کمردرد ممکن است به جهت کشیدگی (strain) یا پیچ خوردگی (sprain) بافت‌های نرم یا ماهیچه‌ای ایجاد شود مخصوصاً در مواردی که درد ناگهان در مجاورت ستون فقرات در مدت نقل و انتقال بار فیزیکی رخ می‌دهد. بیش از ۹۹ درصد کمردردها در این طبقه هستند کل تشخیص‌های افتراقی(differential diagnosis) دیگر شامل کمردردهایی با شیوع کمتر می‌باشد.

بررسی کمر با در نظر گرفتن دیگر بخش‌های ستون فقرات:

منطقه لامبار یا کمر از پنج مهره تشکیل شده‌است. در بین این مهره‌ها دیسک‌های فیبروکارتیلاژ (دیسک‌های بین مهره‌ای) قرار دارند که همچون بالشت‌هایی از ساییده شدن مهره‌ها به یکدیگر جلوگیری می‌کنند در حالیکه در همان حال از طناب نخاعی محافظت می‌نمایند. رشته‌های عصبی از طناب نخاعی از میان مجرای مهره‌ها سرچشمه می‌گیرند و ماهیچه‌ها را با حس‌ها و پیام‌های حرکتی مجهز می‌سازند. پایداری ستون فقرات از طریق رباط‌ها و عضلات پشت، کمر و شکم حاصل می‌شود. مفاصل کوچکی که از حرکت و جابه جایی ستون فقرات جلوگیری می‌کنند و آن‌ها را هدایت می‌نمایند مفاصل فاست (fast) یا مفاصل بین مهره‌ای پشتی نامیده می‌شوند

کمردرد دلایل مختلفی دارد. این باور وجود دارد که بیشتر کمردردها به جهت پیچ خوردگی یا کشیدگی ماهیچه‌ها و بافت‌های نرم پشت اتفاق می‌افتد فعالیت بیش از حد ماهیچه‌های کمر می‌تواند به آسیب یا پارگی رباط‌های پشت منجر شود که این به نوبه خود به احساس درد منتهی خواهد شد. دیسک‌های بین مهره‌ای نیز می‌توانند دچار آسیب‌هایی از جمله پارگی دیسک، فتق دیسک کمر و... گردند.
به‌طور کلی برای پیشگیری از کمردرد و درمان آن، اصلاح رفتار حرکتی پیشنهاد می‌شود که به‌طور مثال در اصلاح نشستن بر روی صندلی استفاده از ساپورترهای استاندارد می‌تواند نقش بسزایی ایفا کند.

## درمان کمردرد حاد
در موارد حاد که بیماری ناتوان‌کننده نیست بهترین درمان کمردرد ممکن است خود مراقبتی محافظتی باشد از جمله کاربرد گرما یا سرما و فعالیت پیوسته در مدت درد. اثبات شده‌است که تشک سفت تأثیر مثبت کمتری نسبت به تشک‌هایی با شدت سفتی متوسط دارند. بسیاری از کمر دردها به دلیل نتایج وضعیتهای آناتومیکی نادرست است، که می‌توان به نشستن‌های نادرست اشاره کرد.
برای تصیح نشستن باید لوردوزی کمر را درست کنیم که این امر به کمک پشتی‌های طبی امکان‌پذیر است.

## درمان کمردرد مزمن
کمردرد بیشتر در افرادی شکل مزمن به خود می‌گیرد که به مرخصی از کار نیاز داشته‌اند و همچنین افرادی که کمردرد خود را دردناک و ناتوان‌کننده می‌دانند و می‌ترسند هر حرکتی به درد بیشتر در کمر بینجامد.

طبق یافته‌های بدست آمده موارد زیرجهت درمان کمردردهای مزمن غیر اختصاصی (non-specific) مؤثر می‌باشد:
- اینطور به نظر می‌رسد که ورزش درمانی در کاهش درد کمی مؤثر باشد و عملکرد در درمان کمردرد را بهبود بخشد. در مقایسه با مراقبت‌های معمول، ورزش درمانی شدت، ناتوان سازی و مدت درد را در دوره بعد از درمان کاهش می‌دهد[۶] برنامه‌های ورزشی برای کمردردهای مزمن تا ۶ ماه بعد از توقف درمان مؤثر می‌باشد، شواهد دال بر این مدعا، کاهش نمره درد و کاهش برگشت بیماری است (۴۱). نشان داده شده‌است که یک روش ورزشی و درمانی تخصصی به نام schroth در بیماری‌های کژپشتی (scoliosis)، گوژپشتی (kyphosis) و لغزش مهره (spondylolisthesis) و دیگر ناهنجاری‌های مرتبط در ستون فقرات باعث کاهش شدت و فراوانی درد در بیماران بزرگسال کژپشت شده‌است[۷]
- طب سوزنی ممکن است به کمردرد مزمن کمک کند،[۸] با این حال در یک تحقیق جدید به روش randomized controlled trail اختلاف مشهودی بین طب سوزنی تظاهری (acupuncture  sham) و واقعی (real) دیده نشده‌است.
- رفتار درمانی
- تکنیک الکساندر(Alexander Technique) در درمان کمردرد مزمن مفید به نظر می‌رسد[۹]